# Giovanni Vucetich de Bielitz
Giovanni Vucetich de Bielitz, v německých pramenech též Johann Vucetich von Bielitz (1. listopadu 1835 Terst – 17. prosince 1887 Terst), byl rakouský šlechtic a politik srbského původu z Terstu, v 2. polovině 19. století poslanec Říšské rady .

## Biografie
Národností býval označován za Slovana. V roce 1875 měl být jediným slovanským zástupcem v burzovním výboru v Terstu. Rod Vucetichů byl v Terstu usídlen od konce 18. století, kdy do Terstu přišel srbský přistěhovalec z regionu Kotoru Michele Vucetich, rozený Susevič. Johann Vucetich byl jeho synem. V roce 1866, 1869, 1874–1876, 1878–1880 a 1887 se uvádí jako předseda terstské srbské pravoslavné komunity. Po smrti svého otce zdědil jeho terstský palác, ale následně ho prodal šlechtici Murattimu, protože kvůli obchodu pobýval velkou část roku v Oděse.
Byl statkářem a politikem. V letech 1870–1873 a 1879–1882 zasedal v terstské obecní radě (Terstský zemský sněm). Od roku 1875 byl členem terstské obchodní a živnostenské komory, jejímž viceprezidentem se stal roku 1879 a zůstal v této funkci až do roku 1886. Po deset let (1877–1887) zastával funkci člena správní rady Assicurazioni Generali. Patřil mezi zakládající členy plavební společnosti Österreichischer Lloyd.
Zasedal i jako poslanec Říšské rady (celostátního parlamentu Předlitavska), kam nastoupil v doplňovacích volbách roku 1882 za kurii obchodních a živnostenských komor v Terstu. Slib složil 10. února 1882. Mandát obhájil ve volbách roku 1885. Slib složil 28. září 1885, rezignace byla oznámena na schůzi 28. ledna 1887. Nahradil ho pak Karl Stalitz-Valrisano. Ve volebním období 1879–1885 se uvádí jako rytíř Johann Vucetich von Bielitz, statkář a viceprezident obchodní komory, bytem Terst.
Na Říšské radě po volbách v roce 1885 uvádí jako člen poslaneckého Coroniniho klubu, který se snažil o politiku vstřícnější vládě. V Říšské radě hlasoval většinou s opozicí, ale v roce 1886 podpořil postoj polského provládního poslance Kazimierze Grocholského ohledně cla na petrolej. Národní listy to vysvětlovaly tím, že Vucetich hájil zájmy přístavu v Terstu, který tehdy čelil konkurenci nedaleké uherské Rijeky. Německý liberální tisk naopak naznačoval, že překvapivé hlasování Vucetiche mohlo mít jiné než věcné důvody.
Zemřel náhle v prosinci 1887 na zápal plic.